# Минска област
Минска област (блр. Мінская вобласць, рус. Ми́нская о́бласть) је једна од административних области Републике Белорусије, и налази се у самом средишту земље.
Основана је 15. јануара 1938, заузима површину од 39.900 км² и у њој живи око 1.400.000 становника (процене за 2010).
Иако је град Минск административни центар области, не улази у њен састав. Већи градови су још Барисав и Салигорск и Маладзечна.

## Географија
Минска област обухвата подручје од 39.900 км² у централном делу Белорусије. Са градом Минском обухвата површину од 40.200 км² или 19,4% површине државе. Од севера ка југу протеже се у дужини од 315 км, док је највеће растојање од истока ка западу 240 км.
На северу граничи са Витепском, на истоку са Могиљовском, на југоистоку са Гомељском, на југозападу је Брестска, а на западу Гродњенска област.
Рељеф области је углавном низијски, а на северу и мочваран. Најважнији водотоци су Березина, Њемен и Вилија (или Нерис). Широм области постоји око 60 језера са површином већом од 0,1 км², а највеће језеро је Нарач са површином од скоро 80 км² и максималном дубином до 25 метара. Нарач је уједно и највеће језеро Белорусије.
У централном делу ове у целости благо заталасане области налази се Дзержинска гора (30 км западно од Минска) која је са 345 метара надморске висине највиша тачка Белорусије.
Клима је умереноконтинентална, са јануарским просеком температура од −6,8 °C и јулским од 17,5 °C.
Око 36% територије је под шумама, а остатак је култивисана степа.

## Административна подела и демографија
Минска област је административно подељена на 22 рејона (или округа) и обухвата подручје једног града са обласном субординацијом (град Жодзина). Град Минск је иако административно седиште области, посебна административна јединица.
| Рејон               | Основан          | Административни центар | Површина км² | Становника попис 2009.) |
| ------------------- | ---------------- | ---------------------- | ------------ | ----------------------- |
| Беразински рејон    | 17. јул 1924.    | Беразино               | 1.940,34     | 25.031                  |
| Барисавски рејон    | 17. јула 1924.   | Барисав                | 2.987,63     | 188.142                 |
| Вилејски рејон      | 5. јула 1946.    | Вилејка                | 2.453,81     | 52.053                  |
| Валожински рејон    | 15. јануар 1940. | Валожин                | 1.916,78     | 37.543                  |
| Дзјаржински рејон   | 17. април 1924.  | Дзјаржинск             | 1.189,50     | 61.252                  |
| Клецки рејон        | 1966.            | Клецк                  | 974,12       | 32.302                  |
| Капиљски рејон      | 17. јул 1924.    | Капиљ                  | 1.607,66     | 32.818                  |
| Крупкијски рејон    | 17. јул 1924.    | Крупки                 | 2.138,73     | 26.522                  |
| Лагојски рејон      | 17. јул 1924.    | Лагојск                | 2.365,02     | 35.957                  |
| Љубањски рејон      | ???              | Љубањ                  | 1.913,75     | 35.444                  |
| Мински рејон        | 29. јун 1934.    | Минск                  | 1.902,66     | 159.569                 |
| Маладзеченски рејон | 15. јануар 1940. | Маладзечна             | 1.392,18     | 138.375                 |
| Мјадзелски рејон    | 15. јануар 1940. | Мјадзел                | 1.964,30     | 29.599                  |
| Њасвишки рејон      | 15. јануар 1940. | Њасвиж                 | 862,75       | 41.618                  |
| Пухавицки рејон     | 17. јул 1924.    | Марина Горка           | 2.441,12     | 69.427                  |
| Слуцки рејон        | 17. јул 1924.    | Слуцк                  | 1.821,06     | 95.106                  |
| Смаљавички рејон    | 17. јул 1924.    | Смаљавичи              | 1.394,14     | 42.917                  |
| Салигорски рејон    | 17. јул 1924.    | Салигорск              | 2.498,91     | 136.145                 |
| Стародарошки рејон  | 17. јул 1924.    | Стари Дароги           | 1.370,38     | 21.937                  |
| Стовпцовски рејон   | 15. јануар 1940. | Стовпци                | 1.884,52     | 42.007                  |
| Уздански рејон      | 17. јул 1924.    | Узда                   | 1.180,97     | 23.657                  |
| Червењски рејон     | 17. јул 1924.    | Червењ                 | 1.630,39     | 33.383                  |

У области постоје 24 насеља са административним статусом града, 19 насеља градског типа и 5.212 села.
Највећи градови су Барисав (150.600), Салигорск (101.700), Маладзечна (98.000), Слуцк, Жодзина (62.400). Белоруси чине 88,5% популације, Руси 7,1%, Пољаци 1,3% и Украјинци 1,2%

## Привреда
У Минској области налазе се значајнија лежишта поташе, камене соли, тресета, глине, грађевинског песка и шљунка, али и бројни термо-минерални извори. Постоје лежишта гвоздене руде и уљаних шкриљаца.
У области ради преко 400 фабрика у којима је запослено преко 130.000 становника. Међу највеће фабрике убрајају се погони хемијске и петрохемијске индустрије у РУЕ у Салигорску, шећерана у Слуцку. Најразвијенија је прехрамбена индустрија.